# José Luis Astigarraga Lizarralde
José Luis Astigarraga Lizarralde (ur. 4 maja 1940 w Azkoitia w Kraju Basków w Hiszpanii, zm. 20 stycznia 2017 w Yurimaguas) – hiszpański duchowny rzymskokatolicki, pasjonista, od 1991 wikariusz apostolski Yurimaguas w latach 1991-2016.

## Życiorys
1 lutego 1964 przyjął święcenia kapłańskie. 
16 listopada 1991 papież Jan Paweł II mianował go wikariuszem apostolskim Yurimaguas w Peru, w Regionie Loreto, w prowincji Alto Amazonas oraz biskupem tytularnym Buleliany. Sakry udzielił mu 29 lutego 1992 arcybiskup Luigi Dossena, ówczesny nuncjusz apostolski w Peru.
17 grudnia 2016 przeszedł na emeryturę.
Zmarł 20 stycznia 2017.